# أدزيولاتا
أدزيولاتا (بالإنجليزية: Adsullata)‏، في الميثولوجيا الكلتية، هي ربة النهر القارية، ومهيمنة على نهر سافا في مملكة نوريكوم. ويُقال أنَّها ربة الصيف، والشمس، والنار، والرمح، وهي الشمس.

## تأثيل
يبدو أن هذا الاسم مشتق من اللغة الكلتية البدائية من كلمة Ad-sūg-lat-ā، وهذا الاشتقاق يعني حرفيا «امتصاص السائل» (allative)، والذي ربما كان كلمة مرادفة لمفهوم «السائل المُمتص، أي سائل يمكن امتصاصه»، ومن المحتمل أن تكون الصيغة الرومانية البريطانية لهذا الاسم الكلتي المُعاد صياغته هي "Adsuglata".